# Graham McIlvaine
Graham McIlvaine (Hinsdale, 2 agosto 1992) è un pallavolista statunitense.
Gioca nel ruolo di palleggiatore nel Turnverein Bühl Volleyball.

## Carriera
La carriera di Graham McIlvaine inizia a livello scolastico nella Hinsdale Central High School, dove gioca dal 2006 al 2010. Terminate le scuole superiori entra a far parte della squadra di pallavolo maschile della Ball State University, partecipando alla NCAA Division I dal 2011 al 2014; nel 2014 fa il suo esordio in nazionale alla Coppa panamericana, dove vince la medaglia d'argento.
Nella stagione 2014-15 firma il suo primo contratto professionistico in Danimarca, dove difende i colori del Boldklubben Marienlyst, in VolleyLigaen, mentre nella stagione seguente approda in Germania per vestire la maglia del Turnverein Bühl Volleyball, in 1. Bundesliga.

## Palmarès

### Nazionale (competizioni minori)
- Coppa panamericana 2014